# Autossimilaridade

Uma curva de Koch tem uma autossimilaridade que se repete infinitamente quando é ampliada

Em matemática, um objeto autossimilar é semelhante exata ou aproximadamente a uma parte de si mesmo. Muitos objetos no mundo real, tais como as costas dos continentes, são estatisticamente autossimilares, ou seja, partes delas apresentam as mesmas propriedades estatísticas em várias escalas. Autossimilaridade é uma propriedade típica dos fractais.